# Aritha van Herk

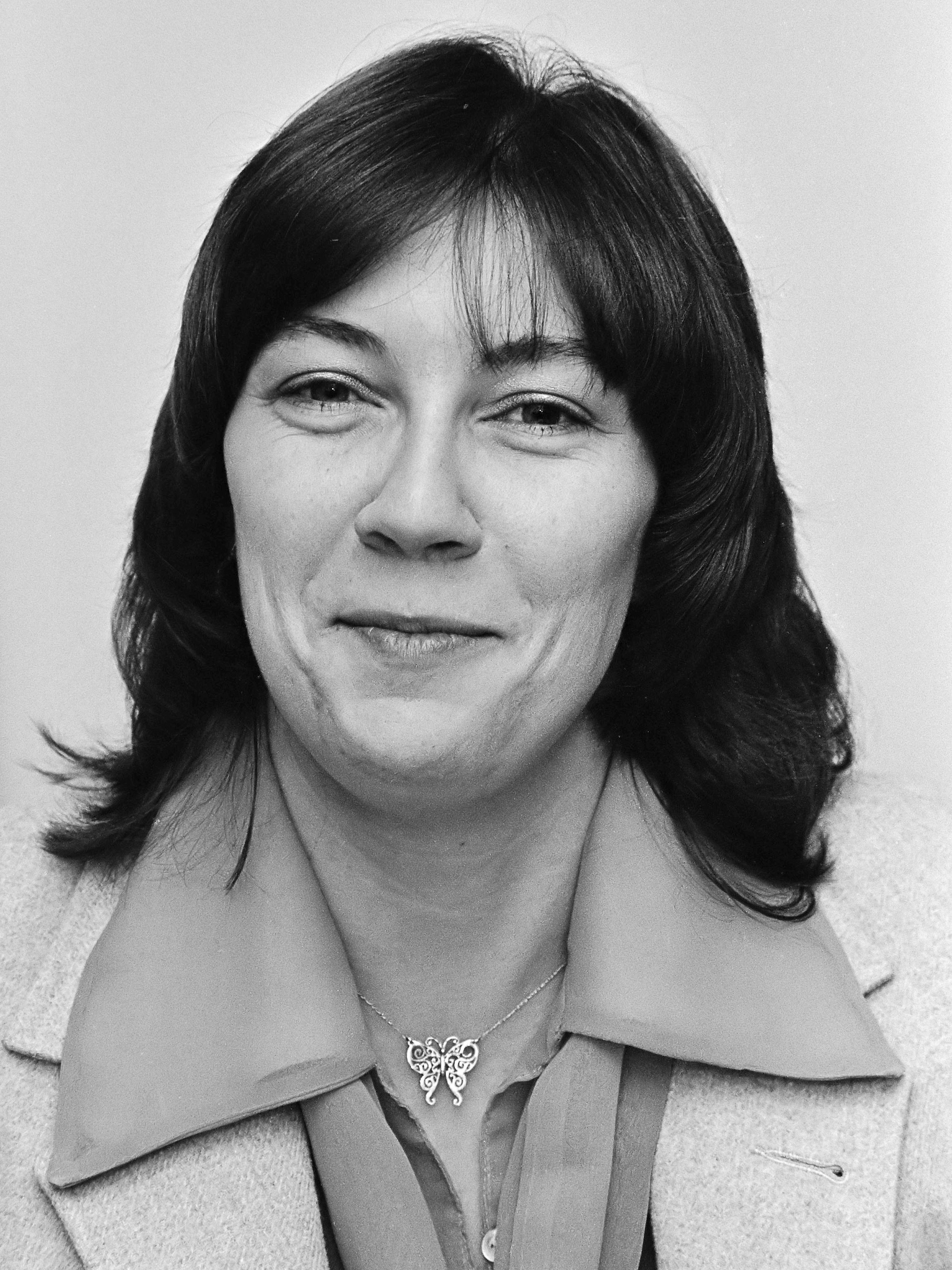
Aritha van Herk (1979)

Aritha van Herk (Wetaskiwin, 26 mei 1954) is een Canadese schrijfster.
Ze werd geboren in de provincie Alberta en groeide daar ook op; studeerde aan de Universiteit van Alberta in Edmonton, waar ze in 1978 haar MA behaalde. Tegenwoordig is ze hoogleraar met als leeropdracht 'Creatief schrijven en de Canadese literatuur' aan de Universiteit van Calgary, waar ze ook woont.

## Prijzen
Ze heeft een aantal literatuurprijzen gewonnen, waaronder 
- 'Seal First Novel Award', voor 'Judith', 1978.
- '45 Below award', toegekend aan de beste 10 auteurs jonger dan 45 jaar, 1986.
- "Writers' Guild of Alberta Award for Fiction', voor 'No Fixed Address', 1986.